# Bedla pavučincová
Bedla pavučincová (Lepiota cortinarius var. cortinarius, J. E. Lange 1915) je nejedlá houba [zdroj?] z čeledi pečárkovitých.

## Synonyma
- Lepiota cortinarius J.E. Lange, 1915

## Výskyt
Bedla pavučincová se vyskytuje především v jehličnatých a smíšených lesích. Nalézt ji můžeme od září do listopadu. Jde o vzácnou houbu, zařazenou do Červeného seznamu hub (makromycetů) České republiky jako kriticky ohrožený druh.